# Castanea dentata

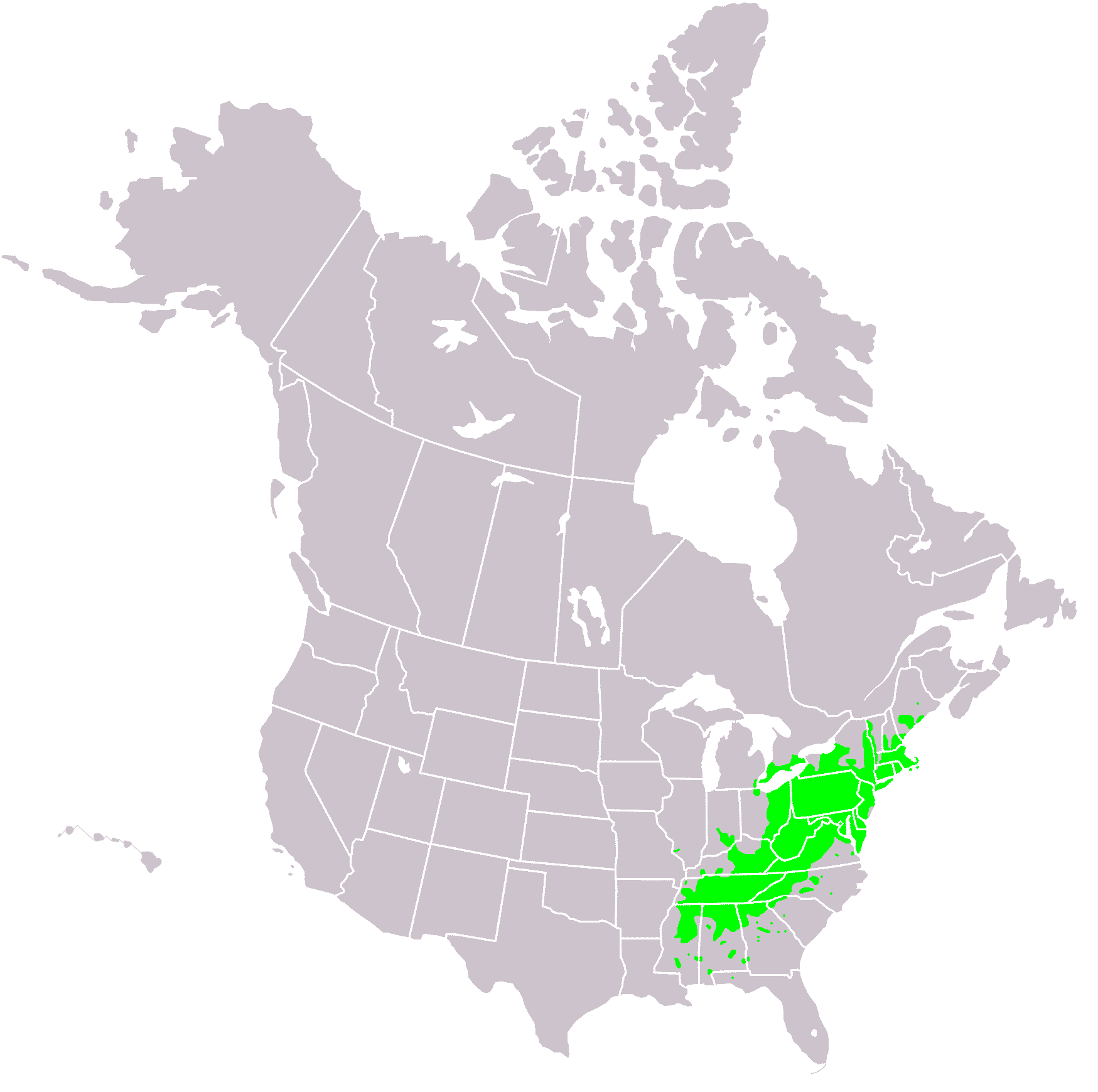
distribuzione originaria di C.dentata

Il castagno americano (Castanea dentata (Marsh.) Borkh., 1800) è un grande albero deciduo appartenente alla famiglia delle Fagacee, originario del Nord America.

## Morfologia
C. dentata è un albero che cresce rapidamente e raggiunge e supera i 40 m di altezza con un tronco che può superare i 3 m di diametro.

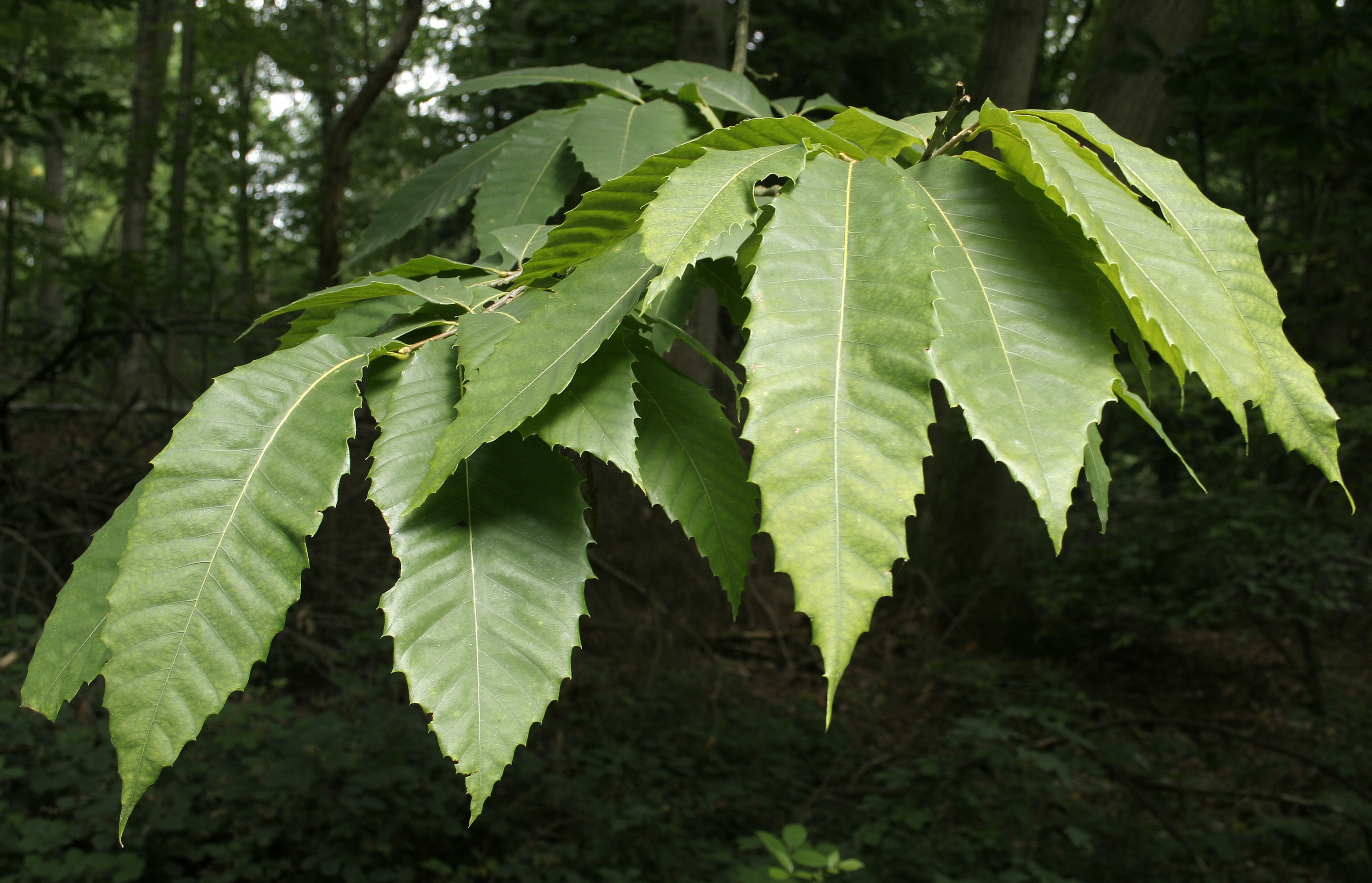
foglie di castagno americano

### Foglie
È molto somigliante al castagno europeo e ad altre specie di Castanea. Si distingue per le foglie marcatamente dentate, con apice e denti molto acuti.
Sia le foglie, che appaiono lucenti, che le gemme e i rametti dell'anno sono completamente glabri.
Le foglie sono più ampie che negli altri castagni.

### Fiori
I fiori come quelli delle specie congeneri, sono portati in amenti, sono unisessuali e quelli femminili si trovano alla base di amenti misti.
L'impollinazione è operata dal vento o dagli insetti pronubi.

### Frutti
I frutti sono delle noci racchiuse in gruppi di 3 all'interno delle cupole spinescenti.
Sono più piccoli rispetto a quelli del castagno europeo, ma ugualmente dolci, e vengono prodotti in grande quantità dalla pianta.

## Distribuzione e habitat
C.dentata aveva in passato un grande areale che si estendeva dal Maine e dall'Ontario e fino al Mississippi, ai Monti Appalachi e alla valle del fiume Ohio.
La specie è praticamente scomparsa dall'intero areale a causa dell'attacco da parte del fungo parassita Cryphonectria parasitica, agente causale del cancro corticale del castagno, introdotto accidentalmente in America su castagni asiatici importati. Il primo caso documentato di attacco fu quello di un esemplare che cresceva nello zoo del Bronx a New York nel 1904.
Da allora in pochi decenni furono distrutti più di 3 miliardi di castagni americani e la specie giunse sull'orlo dell'estinzione.
Una vera e propria catastrofe tenendo conto che numerosissime specie animali si nutrivano dei frutti di queste piante, e che secondo alcune stime rappresentavano circa il 25 % degli alberi presenti sui Monti Appalachi.
Attualmente le poche piante sopravvissute all'interno dell'areale hanno l'aspetto di grandi arbusti e solo fuori dalle zone d'origine, dove il fungo non è arrivato, si possono osservare degli alberi di grandi dimensioni.
Sono parecchie le organizzazioni che si occupano della salvaguardia di questa specie, e che cercano di far sviluppare la resistenza al patogeno tramite l'incrocio con specie quali il castagno giapponese, oppure facendo ricorso alle biotecnologie e all'ingegneria genetica, con risultati promettenti per il futuro.

## Usi
In passato era di notevole importanza economica per gli Stati Uniti per la produzione di castagne e di legno.